# Henrik IV. od Limburga
Henrik (Hendrik) (? – 25. veljače 1247.) bio je lord Montjoiea, grof Berga i vojvoda Limburga, a bio je sin Walerana III. od Limburga i njegove prve žene Kunegonde. Henrik je imao istoimenoga polubrata.
Henrik IV. je oženio Irmgard od Berga. Imali su dvojicu sinova, Adolfa i Walerana, a bili su djed i baka Ermengarde i Adolfa VIII. od Berga.